# Emberá-Wounaan
Emberá-Wounaan of Emberá, ook bekend als Chocó, is een indianenreservaat (comarca) in Panama met de status van provincie. Het oppervlak van Emberá bedraagt 4394 km² en werd op 8 november 1983 gecreëerd uit gebieden die voorheen tot de provincie Darién behoorden. Er wonen 10.001 mensen (2010).
Het gebied van Emberá-Wounaan bestaat uit twee delen (met de status van district) die niet aan elkaar grenzen. Het noordelijke deel is het district Cémaco, waarin ook Emberá's hoofdstad Unión Chocó ligt. Dit deel grenst aan de comarca Kuna Yala, aan de provincie Darién en aan buurland Colombia. Het andere district is Sambú (districtshoofdstad: Río Sábalo); dit is een enclave in Darién.
Bocas del Toro · Chiriquí · Coclé · Colón · Darién · Herrera · Los Santos · Panamá · Panamá Oeste · Veraguas